# Komsomol’skiy Peak
Der Komsomol’skiy Peak (russisch Пик Комсомолский Pik Komsomolski, deutsch ‚Komsomolspitze‘) ist ein teilweise verschneiter Berg im ostantarktischen Mac-Robertson-Land. Er ragt rund 200 km südsüdöstlich des Mount Menzies aus dem Antarktischen Eisschild auf.
Sowjetische Wissenschaftler entdeckten und benannten ihn am 7. Januar 1958 bei einem Flug von der Station am Pol der Unzugänglichkeit zur Mirny-Station. Luftaufnahmen entstanden 1960 bei den Australian National Antarctic Research Expeditions.